# Suksenpaistama-Miehinkävaara
Suksenpaistama-Miehinkävaara este o arie protejată (arie specială de conservare — SAC, sit de importanță comunitară — SCI, arie de protecție specială avifaunistică — SPA) din Finlanda întinsă pe o suprafață de 6.028 ha, integral pe uscat.

## Localizare
Centrul sitului Suksenpaistama-Miehinkävaara este situat la coordonatele 66°37′32″N 28°42′45″E / 66.6256°N 28.7125°E.

## Înființare
Situl Suksenpaistama-Miehinkävaara a fost declarat sit de importanță comunitară în august 1998 pentru a proteja 2 specii de plante și 25 de specii de animale. Alte tipuri de protecție:
- arie de protecție specială avifaunistică (în august 1998)[2]
- arie specială de conservare (în aprilie 2015)[1][3][4]

## Biodiversitate
Situată în ecoregiunea boreală, aria protejată conține 9 habitate naturale: Lacuri și iazuri distrofice naturale, Cursuri de apă de la nivel de câmpie la nivel montan, cu vegetație Ranunculion fluitantis și Callitricho-Batrachion, Izvoare fino-scandinave și mlaștini produse de izvoare bogate în minerale, Mlaștini alcaline, Turbării Aapa, Taiga vestică, Păduri de conifere pe eskere fluvioglaciare sau legate la acestea, Păduri caducifoliate de mlaștină fino-scandinave, Mlaștini împădurite.
La baza desemnării sitului se află mai multe specii protejate:
- plante (2): Ranunculus lapponicus, ochii-șoricelului (Saxifraga hirculus)
- păsări (24): minunița (Aegolius funereus), ciuf de câmp (Asio flammeus), cocoșul de mesteacăn (Bonasa bonasia), bătăuș (Calidris pugnax), erete vânăt (Circus cyaneus), lebădă de iarnă (Cygnus cygnus), ciocănitoare neagră (Dryocopus martius), Emberiza rustica, șoim de iarnă (Falco columbarius), vânturel roșu (Falco tinnunculus), cufundar polar (Gavia arctica), ciuvică (Glaucidium passerinum), cocor (Grus grus), becațină mică (Lymnocryptes minimus), Lyrurus tetrix tetrix, Mergellus albellus, codobatura galbenă (Motacilla flava), ciocănitoare de munte (Picoides tridactylus), ploier auriu (Pluvialis apricaria), Strix nebulosa, Surnia ulula,  cocoș de munte (Tetrao urogallus), fluierar negru (Tringa erythropus), fluierar de mlaștină (Tringa glareola)
- mamifere (1): vidră de râu (Lutra lutra)

Pe lângă speciile protejate, pe teritoriul sitului au mai fost identificate 1 specie de plante, 3 specii de mamifere, 3 specii de pești.